# Konstanz von Heineccius
Konstanz Heineccius, von Heineccius depuis 1866, (né le 26 septembre 1859 à Berlin et mort le 3 juillet 1936 à Überlingen) est un général d'artillerie prussien de la Première Guerre mondiale.

## Biographie

### Origine
Son père est le général de division prussien Benno von Heineccius (de), son grand-père est le lieutenant-colonel Konstanz von Heineccius, élevé dans la noblesse prussienne en 1866. Son oncle est le général de division prussien Georg von Heineccius (de), son cousin Richard von Heineccius (de).

### Carrière militaire
Heineccius devient le 4 septembre 1913 commandant de la 36e division d'infanterie. Au début de la Première Guerre mondiale, sa division fait partie du 17e corps d'armée déployé sur le front de l'Est. Les troupes de la 36e division combattent sous le général commandant von Mackensen en août 1914 à la bataille de Gumbinnen et à la bataille de Tannenberg. Entre le 5 et le 15 septembre, ses troupes participent à la bataille des lacs de Mazurie. À la mi-octobre 1914, la division suit l'approche allemande depuis la région d'Opatow jusqu'à la Vistule. En novembre 1914, le lieutenant-général Heineccius combat dans le corps de Günther von Pannewitz près de Kutno et lors de la bataille de Lodz. Après la percée de Przasnysz en juillet 1915, la 36e division se lance vers le Narew inférieur.
Après avoir combattu près de Wolkowysk, la division est transportée sur le front occidental fin septembre 1915. En juillet 1916, la division participe à la bataille de la Somme. Le 31 août 1916, Heineccius devient général commandant du 53e corps (de), au 8 mars 1917, il dirige le 25e corps de réserve et du 23 novembre 1917 jusqu'à la fin de la guerre, général commandant du 6e  corps d'armée sur le front de l'Est. Le 19 février 1918, son corps combat dans le cadre du 8e armée avec les 205e et 219e divisions d'infanterie subordonnés et avance en Livonie pour forcer la Russie soviétique à signer la paix. À ce poste, Heineccius est promu général d'artillerie le 22 mars 1918.

### Famille
Heineccius se marie avec la comtesse Wanda comtesse Arco (de) (1863-1919) le 26 septembre 1886. Le mariage donne naissance à deux fils et trois filles. Son beau-frère est Georg von Arco.